# German Müller
German Müller (Schramberg, 9 de febrero de 1930-21 de diciembre de 2007) fue un geólogo y geoquímico alemán. En Alemania se le considera un pionero de la geoquímica ambiental inorgánica.

## Biografía
Estudió geología y mineralogía en la Universidad de Bonn, y se doctoró en la Universidad de Colonia en 1952. Posteriormente trabajó en distintas compañías en prospecciones petrolíferas. Después fue a trabajar a la universidad; primero en la Universidad de Tubinga, y después de su habilitación en 1961, en la Universidad de Heidelberg. Fundó en 1972 el Institut für Sedimentforschung (más tarde se denominaría Institut für Umweltgeochemie). Entre otros temas investigó los perjuicios que causan los metales pesados en el agua y en el suelo, y sus resultados se publicaron en cerca de 300 artículos científicos.
En 1995 recibió la Medalla Hans Stille y en 1999 la Medalla Gustav Steinmann.